# Осередок горіння
Осере́док горі́ння (рос. очаг горения, англ. place of combustion, heat source, нім. Verbrennungsherd m) — скупчення розпушеного та подрібненого горючого матеріалу (вугілля, сульфідних руд і т. ін.), в якому іде високотемпературний окиснювальний процес.